# アカデメイア

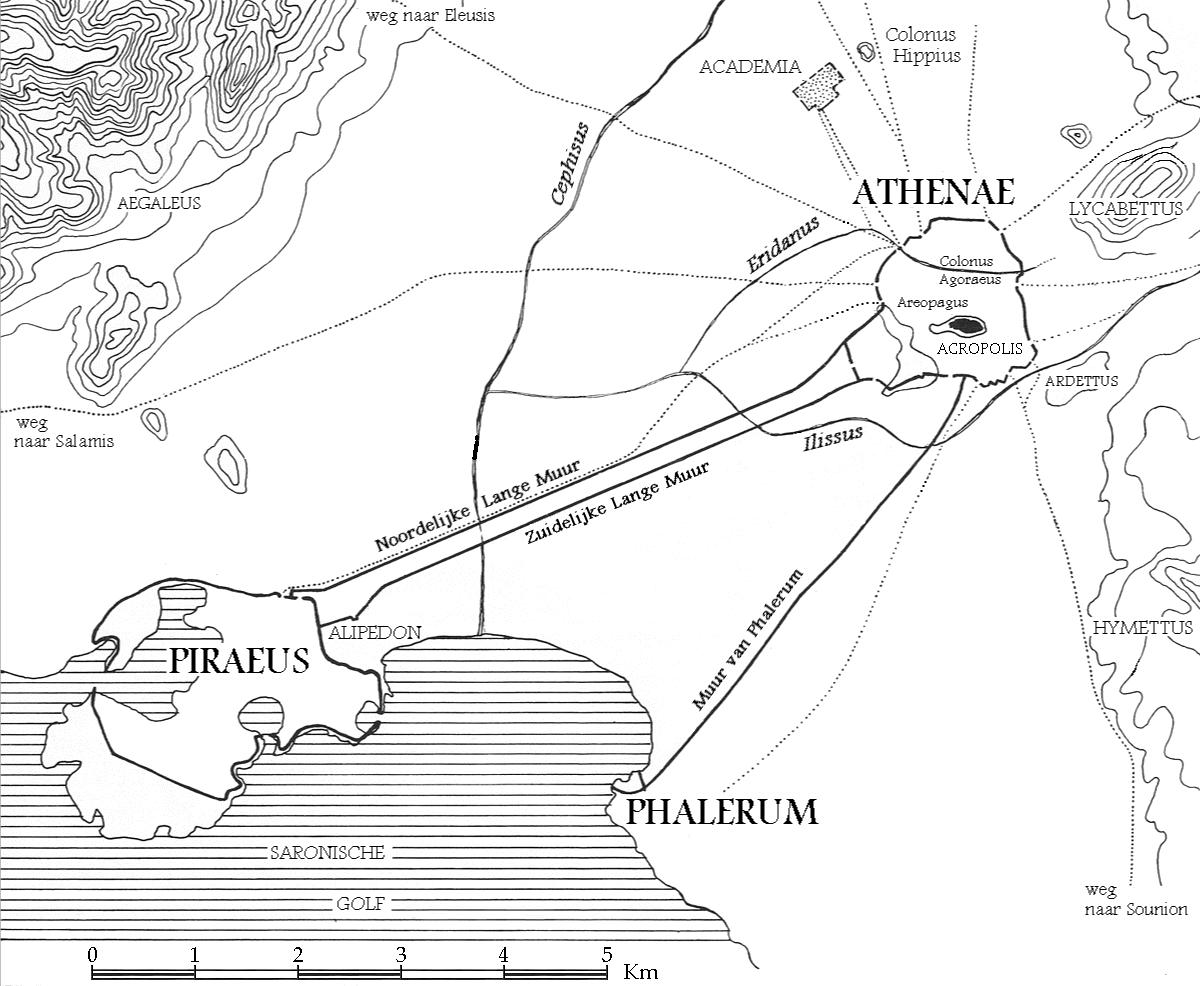
アテナイの地図。北西にアカデメイアがある。

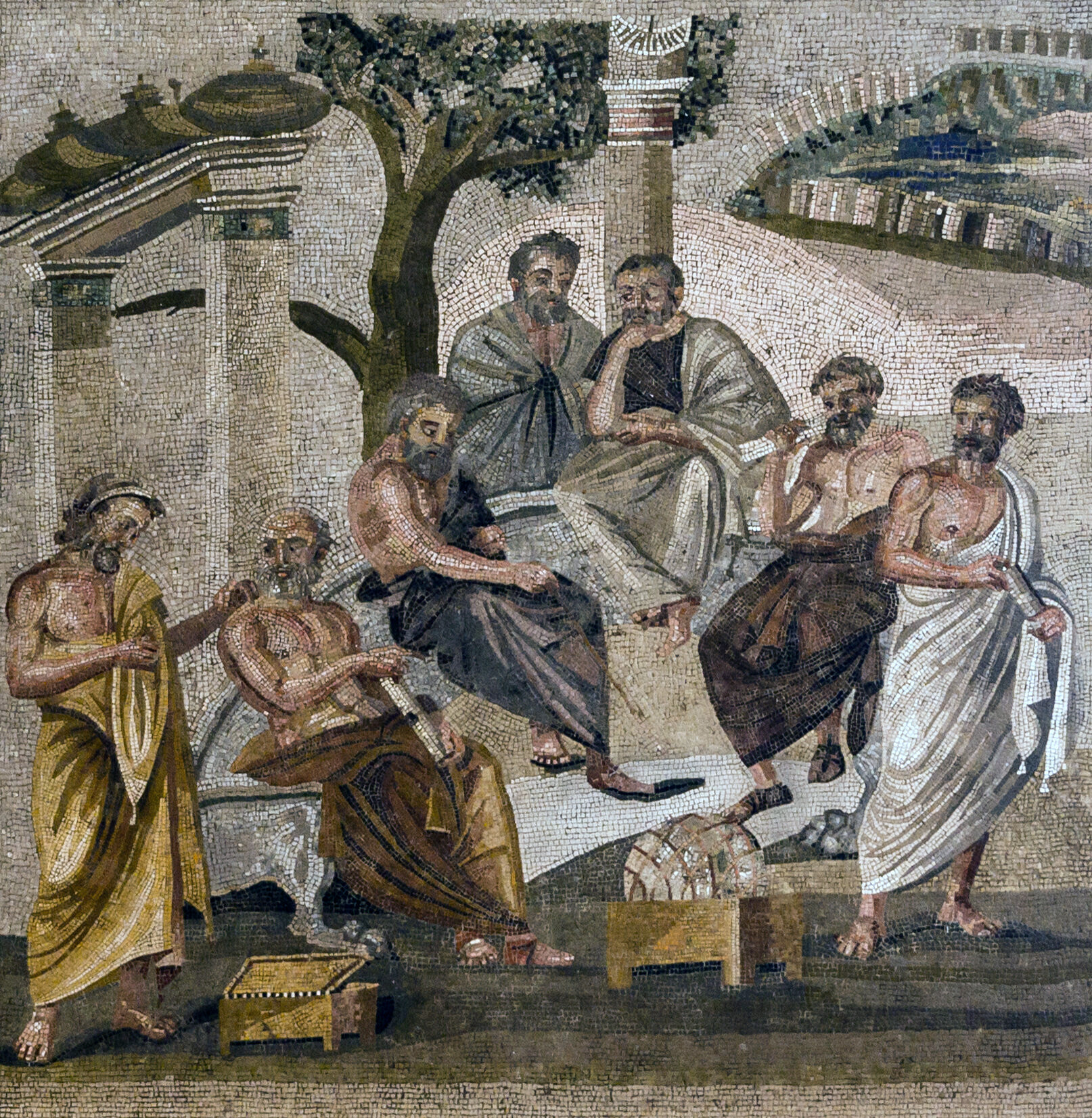
プラトン時代のアカデメイアを描いたモザイク画。

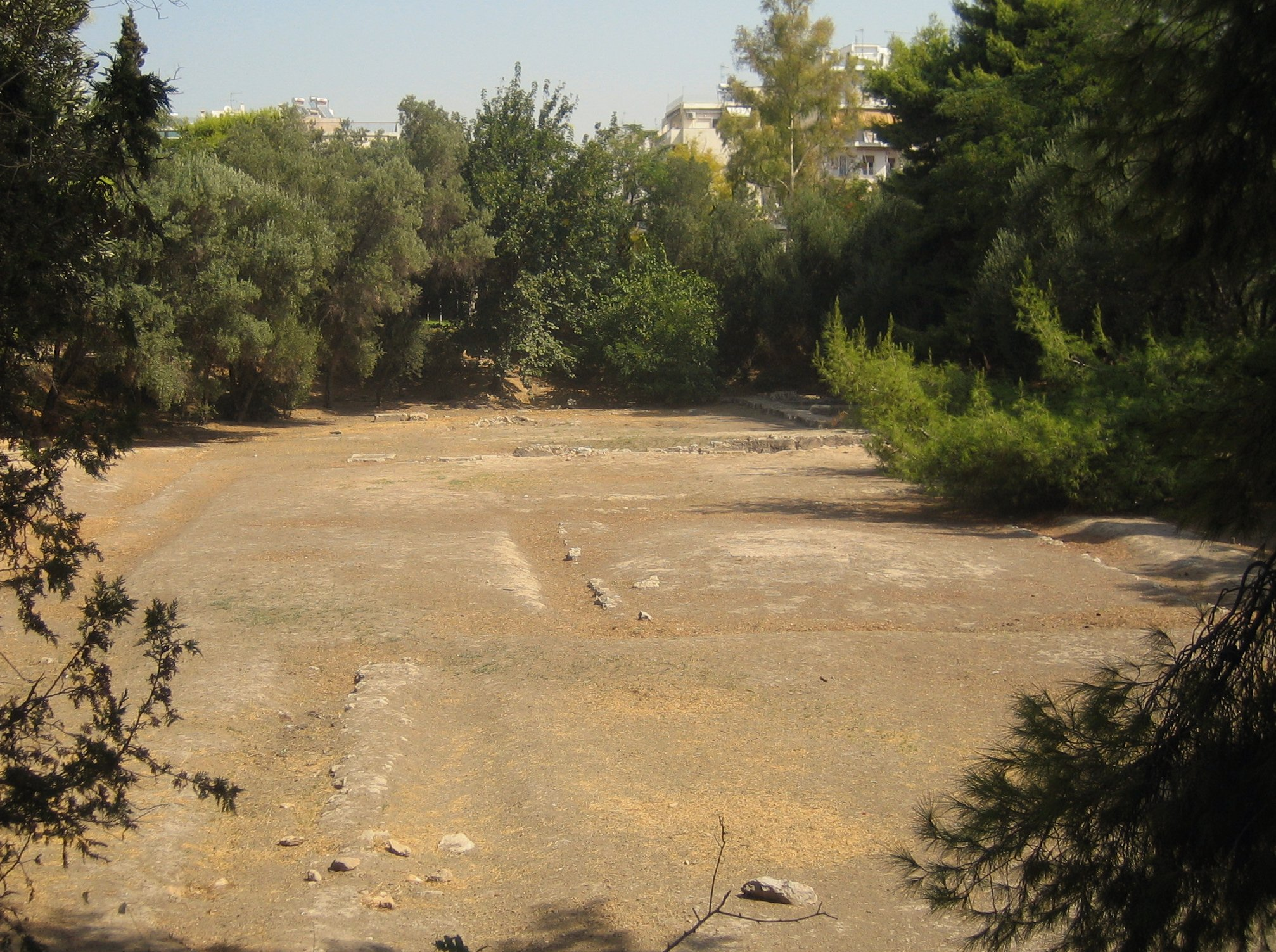
アカデメイア跡地。ギリシャのアテネ（2008年撮影）。

アカデメイアあるいはアカデミア（ギリシャ語: Ἀκαδημ(ε)ια、Akadēm(e)íā）は、古代ギリシアのアテナイ北西部郊外にあった、英雄アカデモスの聖林（森）に因む神域。リュケイオン、キュノサルゲス等と並ぶ、代表的なギュムナシオン（体育場）の所在地でもあった。
紀元前387年ごろ、プラトンがここに学園を開設したため、この地名「アカデメイア」がそのまま学園名として継承された。（アリストテレスの「リュケイオン」も同様。）

## 学園以前
青年たちの教育に熱心だったソクラテスは、足繁くこのアカデメイアやリュケイオンのギュムナシオン（体育場）の青年たちを見て回っていたことが、プラトンの対話篇『リュシス』などに描かれている。

## プラトンの学園
設立時期は不確定だが、おそらくプラトンが第一回シケリア旅行から戻った紀元前387年以降ごろと推定される。

### 学科
算術、幾何学、天文学等を学び一定の予備的訓練を経てから理想的な統治者が受けるべき哲学を教授した。特に、幾何学は、感覚ではなく、思惟によって知ることを訓練するために必須不可欠のものであるとの位置付けで、学校の入り口の門には「幾何学を知らぬ者、くぐるべからず」との額が掲げられていたという。
これらの学科や、問答法（弁証術、ディアレクティケー）をもっぱら学ぶことの必要性、また、これらが「哲人王」「夜の会議」といった国制・法律を保全し、その目的（善・徳）を達成すべく国家を主導していく人々に必要な教育である理由は、『国家』や『法律』等で、詳しく説明されている。

### ヘレニズム期
プラトンの死後、学頭の地位は甥（姉の子）スペウシッポスが継いだ。アカデメイアの学頭は、プラトン（前388-前348）、スペウシッポス（前348-前339）、クセノクラテス（前339-前314）、ポレモン（前314-前270）、クラテス（前270-前265）、アルケシラオス（前265-前241）を経て、カルネアデス（前2世紀）らに至る。
時期によって学説に相違があり、古アカデメイア派、中期アカデメイア派、新アカデメイア派等何期かに分かれる。スペウシッポスの時期には数学偏重の傾向が見られた。アルケシラオス以降の中期アカデメイア派は懐疑論が主流となってストア派と対立し、アカデメイア派が懐疑論者と同義に使われた。
新アカデメイア派のラリッサのフィロン（前110–前84）の時代、第一次ミトリダテス戦争中のスッラによるアテナイ略奪や、非懐疑論者（中期プラトン主義者）のアスカロンのアンティオコスの分離独立により、学園は衰退し始める。当時の様子は、アテナイに留学したキケロの『アカデミカ』『善と悪の究極について』や、ヘルクラネウム・パピルス『アカデメイア学員録』に窺える。アウグスティヌスは『アカデメイア派論駁』を著した。

### 古代末期
フィロンの後、約500年の衰退を経て、新プラトン主義者のアテナイのプルタルコス（-432年ごろ）が学園を再興した。以降シュリアノス、プロクロス、マリノス 、ゼノドトス、イシドロス、ダマスキオスが学頭を継いだ。
529年、東ローマ帝国皇帝ユスティニアヌス1世の非キリスト教的学校閉鎖の勅令によって、アカデメイアはその歴史を閉じた。ただし、実際には勅令の強制力は弱く、その後のスラヴ人のアテナイ侵入や、キリスト教の圧力による自然衰退が閉鎖の原因とも言われる。最後の学頭ダマスキオスは、ササン朝ペルシアのホスロー1世のもとに一時亡命した。

### 後世への影響
近世ヨーロッパでは新プラトン主義の隆盛と相まり、高度な研究ないし教育機関をアカデメイアに因んでアカデミー (academy)、アカデミカ (Accademica) などと名付けることが行われた。ルネサンス期のフィレンツェにおける「プラトン・アカデミー」はメディチ家と人文主義者の私的サークルであったが「アカデミー」という言葉が用いられる端緒となった。制度化されたものとしては、フランスのルイ13世治下における「フランス王立アカデミー」などがある。